# Gordonia villosa
Espèce
Classification phylogénétique
Statut de conservation UICN

 EN  : En danger
Gordonia villosa est une espèce de plantes à fleurs du genre Gordonia et de la famille des Theaceae.